# Raphael Gualazzi
Raffaele Gualazzi (født 11. november 1981 i Urbino), bedre kendt som Raphael Gualazzi, er en italiensk sanger og pianist.

## Biografi
Den 16. september 2005 udgav Gualazzi sit første album med titlen Love Outside the Window. Albummet blev distribueret af Edel Music.
I 2008 indspillede Gualazzi en coverversion af "Georgia on My Mind" under udfærdigelsen af sin CD Piano Jazz, som senere blev udgivet i Frankrig af Wagram Music.

### Sanremo Festival
I september 2010 udgav han en digital EP i Italien og Europa. EP'en indeholdt en coverversion af Fleetwood Macs "Don't Stop" samt tre nye sange skrevet af Gualazzi. Deriblandt var ligeledes hans første single, "Reality and Fantasy". Sangen blev senere udgivet i en remixet version af den franske DJ Gilles Peterson.
Den 18. februar 2011 vandt han førstepladsen på Sanremo Musikfestival 2011 i kategorien for nybegynder-musikere. Herunder fik han tildelt priserne Mia Martini Award og Sala Radio-Tv Award for sin sang "Follia d'amore". Sangen er inkluderet på Gualazzis andet album, "Reality and Fantasy", hvilket blev udgivet den 16. februar 2011 af Sugar Music.

### Europæisk Melodi Grand Prix 2011
19. februar 2011 blev Gualazzi på Sanremo Musikfestival 2011 valgt som den person, der skulle repræsentere Italien ved Det Europæiske Melodi Grand Prix 2011 i Düsseldorf, Tyskland. Gualazzi var den første italienske sanger i 14 år, som skulle repræsentere Italien siden dets seneste deltagelse ved Det Europæiske Melodi Grand Prix 1997. Hans sang "Madness of Love" opnåede en andenplads ud af 43 deltagende europæiske lande med 189 point, blot 32 point fra vindersangen "Running Scared".

## Diskografi
| Love Outside the Window                                      | - Released: 23 September 2005 - Label: Edel Music - Format: Digital download, CD  | 44 | —  | —   | —  | —  |                  |
| Reality and Fantasy                                          | - Released: 16 February 2011 - Label: Sugar Music - Format: Digital download, CD  | 4  | 53 | —   | —  | 49 | - FIMI: Platinum |
| Happy Mistake                                                | - Released: 14 February 2013 - Label: Sugar Music - Format: Digital download, CD  | 5  | —  | 173 | 87 | —  | - FIMI: Gold     |
| Love Life Peace                                              | - Released: 23 September 2016 - Label: Sugar Music - Format: Digital download, CD | 4  | —  | —   | —  | —  | - FIMI: Gold     |
| Ho un piano                                                  | - Released: 7 February 2020 - Label: Sugar Music - Format: Digital download, CD   | 34 | —  | —   | —  | —  |                  |
| "—" denotes an album that did not chart or was not released. |                                                                                   |    |    |     |    |    |                  |